# Монте Калво (Беневенто)
Монте Калво је насеље у Италији у округу Беневенто, региону Кампанија.
Према процени из 2011. у насељу је живело 203 становника. Насеље се налази на надморској висини од 299 м.